# Josef Hader

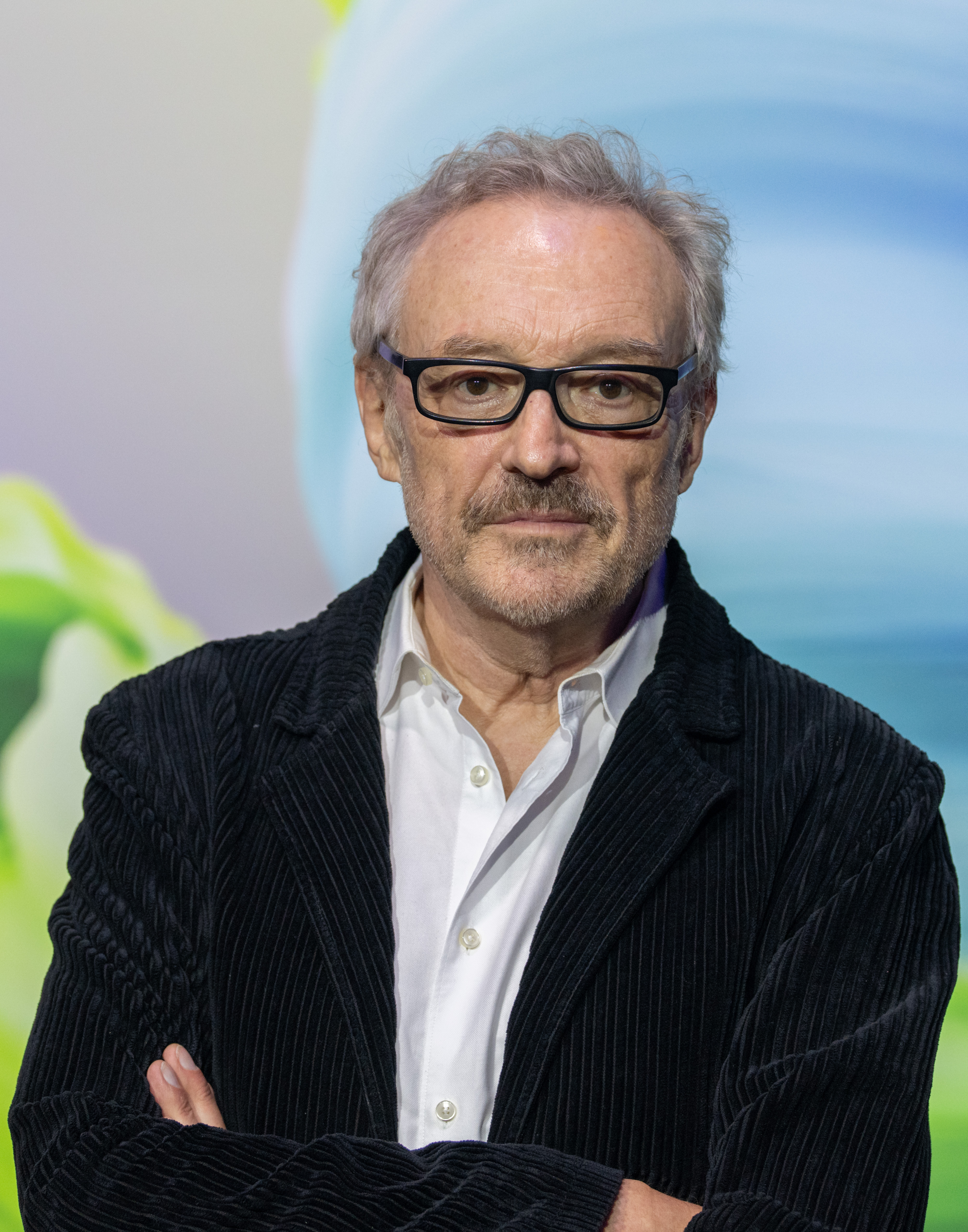
Josef Hader beim Österreichischen Filmpreis 2025

Josef Hader (* 14. Februar 1962 in Waldhausen im Strudengau, Oberösterreich) ist ein österreichischer Kabarettist, Schauspieler, Autor und Filmregisseur. Er gilt als erfolgreichster Kabarettist Österreichs, der auch als Hauptdarsteller und Drehbuchautor für einige der erfolgreichsten österreichischen Filmproduktionen mitverantwortlich war. 2017 gab er mit Wilde Maus sein Debüt als Filmregisseur.

## Leben und Karriere

### Frühe Jahre und Anfänge der Karriere
Josef Hader wurde 1962 in Waldhausen im Strudengau im Unteren Mühlviertel geboren. Er wuchs auf dem elterlichen Bauernhof in Nöchling im Waldviertel auf und besuchte das Stiftsgymnasium Melk, wo er erste Kabarettversuche wagte. Trotz oder gerade wegen dieser Vergangenheit beschreibt er seine Beziehung zu Religion und Kirche als „Hassliebe“. Obwohl Hader nach eigener Aussage immer eine gewisse Sympathie für die katholische Kirche hegte, da er dort die ersten „Linken“ kennengelernt habe, bezeichnete er den Austritt als vielleicht notwendigen Schritt, „weil Fehltritte der Kirche derzeit so konsequent passieren, dass sie sich ständig ins neunzehnte Jahrhundert zurückversetzt“. Während der Klosterinternatszeit war er Mitglied des Schultheaters und begann ab 1980 als Kabarettist vor Mitschülern aufzutreten.
Nach der Matura leistete Hader seinen Zivildienst beim Roten Kreuz und begann ein Lehramtsstudium (Germanistik und Geschichte). 1982 schrieb er sein erstes Kabarettprogramm Fort Geschritten, welches er vor allem in niederösterreichischen Gaststätten und Wiener Fußgängerzonen zum Besten gab. Als Hader 1985 für sein zweites Bühnenprogramm Der Witzableiter und das Feuer – mit dem ehemaligen Mitschüler Otto Lechner am Klavier – mit dem begehrten Salzburger Stier ausgezeichnet wurde, brach er sein Studium zugunsten des Kabaretts endgültig ab. Es folgten die Programme Im milden Westen (1986) und Tausche Witze gegen Geld (1987). Ein Jahr später erhielt Hader den Förderpreis des Österreichischen Kleinkunstpreises.

### Kabarett

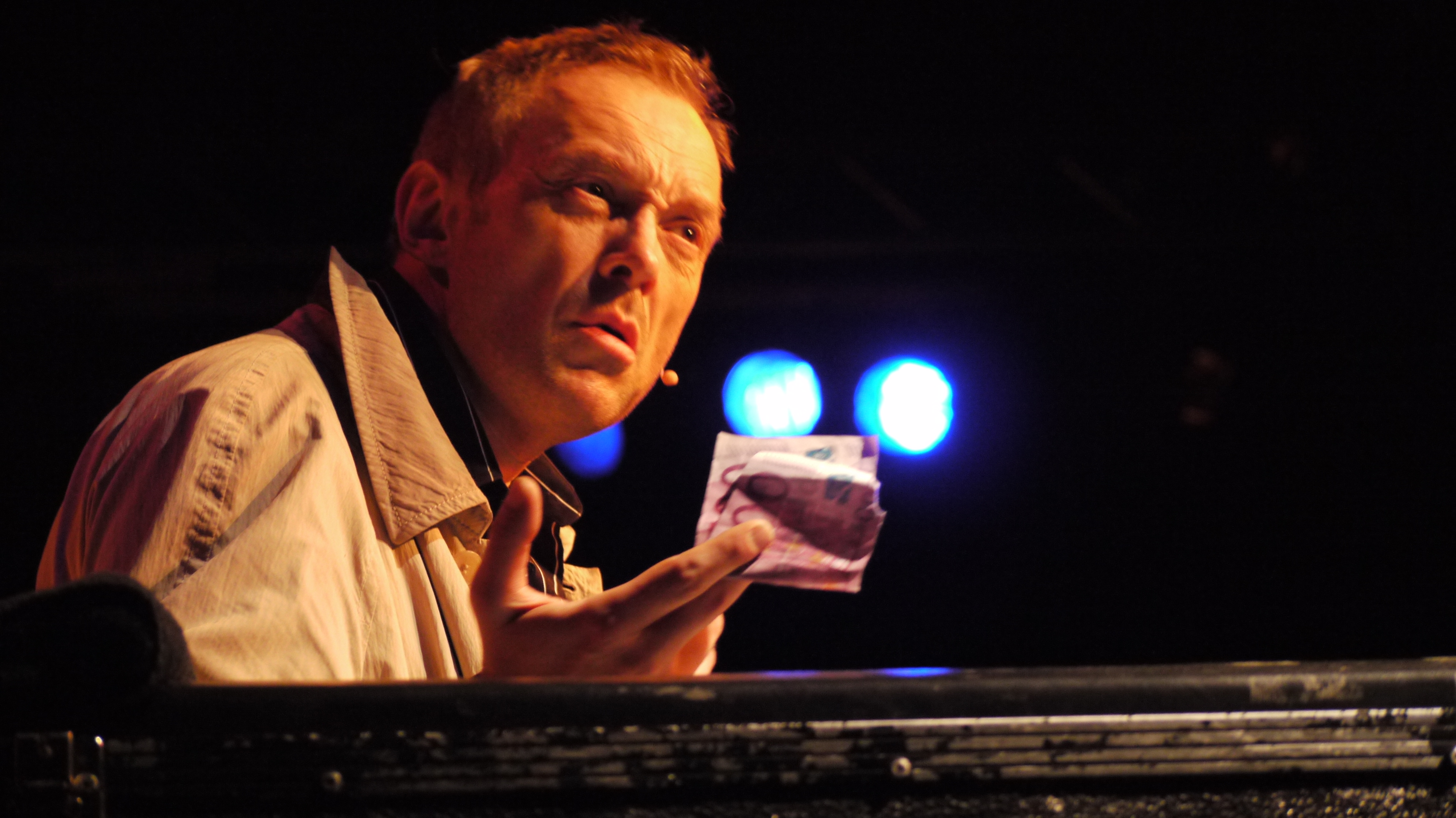
Josef Hader 2012

Der Durchbruch folgte 1988 mit Biagn oder Brechen. Erstmals entfernte sich Hader von dem damals gängigen politischen Nummernkabarett und bewegte sich hin zu der Form eines kabarettistischen Einakters. 1990 erhielt er den Deutschen Kleinkunstpreis für Bunter Abend (1990). Mit den Programmen Im Keller (1993) und Privat (1994) entwickelte er das Kabarett zu einer Art Erzählung oder Monolog weiter. Beim Monolog wird die Publikumszuwendung des Künstlers noch verstärkt, da er den Zusehern scheinbar nicht mehr als Darsteller gegenübertritt. Er übernimmt die Funktion eines neutralen Erzählers, womit sich kein Gesprächspartner nachweisen lässt und das Publikum sich automatisch angesprochen fühlt. Er sitzt da und erzählt aus seinem Leben, angefangen bei der Geburt. In seinem Programm Im Keller führte er Gespräche mit einem Handwerker, der sich angeblich im Zuschauerraum befand. Dadurch entstand ein fiktiver Dialog, gekennzeichnet durch Nachfragen und Wiederholungen.
Sein Programm Privat wurde mit etwa 500.000 Zusehern das erfolgreichste Kabarettprogramm Österreichs.
In seinem Programm Hader muss weg (2004) ließ der Künstler die Grenzen zwischen Kabarett und Schauspiel verschwimmen. Hader schlüpfte auf der Bühne in insgesamt sieben Rollen – allesamt tragische Charaktere, von denen am Ende drei tot sind. Im beigen Trenchcoat verkörperte Hader die unterschiedlichsten Typen ausschließlich durch Variation von Mimik, Gestik und Sprache.
Seit 1997 geht Hader mit seinem Best-of-Programm Hader spielt Hader, das 2011 neu konzipiert wurde, auf Tournee durch den deutschsprachigen Raum.
2011 wurde er mit dem Bayerischen Kabarettpreis und dem Göttinger Elch ausgezeichnet.
Aufgrund seiner Erfolge in Deutschland gilt er gemeinhin als Österreichs berühmtester Kabarettist.
1991 schrieb er gemeinsam mit seinem Kollegen und Freund Alfred Dorfer das tragikomische Theaterstück Indien, dem großer Erfolg beschieden war. Es erzählt die Geschichte der beiden Gastronomie-Inspektoren Kurt Fellner und Heinzi Bösel, die auf einer Dienstreise durch die Provinz trotz ihrer unterschiedlichen Charaktere Freunde werden. Für das Werk erhielten die beiden Künstler den Österreichischen Kleinkunstpreis. Die zwei Jahre später erfolgte Verfilmung unter der Regie von Paul Harather überbot den Erfolg des Theaterstücks noch bei weitem – Indien (unter anderem ausgezeichnet mit dem Max-Ophüls-Preis und dem Österreichischen Filmpreis) wurde zu einem der erfolgreichsten und bekanntesten österreichischen Filme, der bald Kultstatus erreichte und den beiden Hauptdarstellern zu noch größerer Bekanntheit verhalf. Hader hat seine Filmarbeit bis heute fortgesetzt.
Im Juni 2021 präsentierte er sein Kabarettprogramm Hader on Ice, für welches er mit dem Deutschen Kleinkunstpreis und dem Österreichischen Kabarettpreis ausgezeichnet wurde. Die Premiere fand statt im Wiener Stadtsaal.

### Film
Aufgrund seiner Popularität als Kabarettist wurde Hader schnell zu einem gefragten Schauspieler. Allerdings ist er seit jeher nur in verhältnismäßig wenigen Filmen zu sehen, „weil ich nicht so viele Angebote bekomme, die mich interessieren“. So konzentriere er sich hauptsächlich auf wenige Projekte, „wo ich auch am Drehbuch mitarbeiten kann oder wo mich die Rolle so richtig anspringt“.

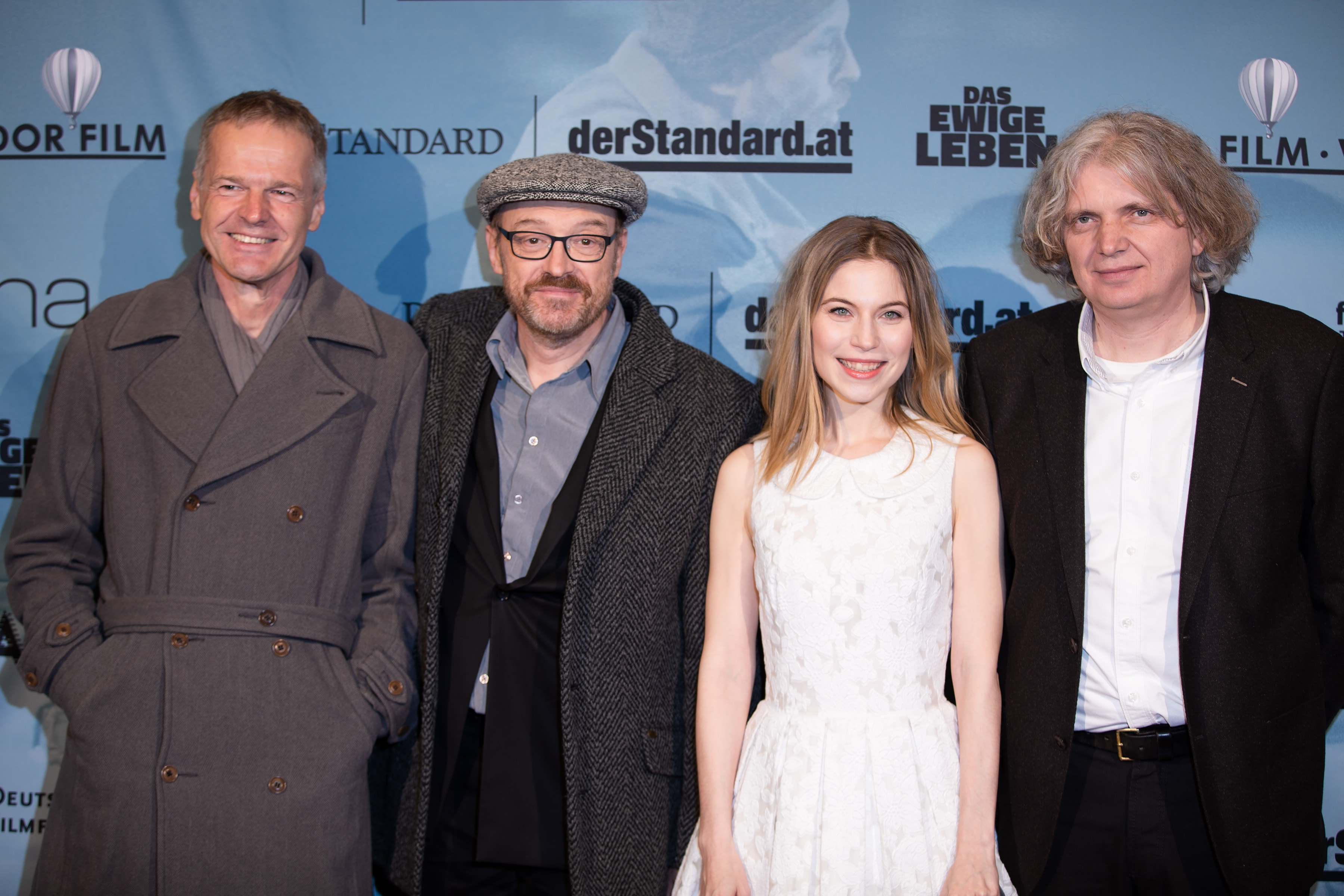
Wolf Haas, Josef Hader, Nora von Waldstätten und Wolfgang Murnberger bei der Premiere von Das ewige Leben (2015)

Starruhm als Schauspieler erlangte Hader unter anderem durch die Rolle des Simon Brenner in den Verfilmungen der Brenner-Krimis von Wolf Haas unter der Regie von Wolfgang Murnberger. Bei den bisher erschienenen Brenner-Filmen Komm, süßer Tod (2000), Silentium (2004), Der Knochenmann (2009) und Das ewige Leben (2015) war Hader zusammen mit Haas und Murnberger auch als Drehbuchautor tätig. Sowohl der kommerzielle Erfolg als auch das Lob der Kritiker begleiteten alle vier bisher erschienenen Filme. Im Unterschied zu früheren Filmen mit bekannten Kabarettisten aus Österreich (etwa Hinterholz 8, Muttertag) waren die Brenner-Filme auch in den Kinos im europäischen Ausland, vor allem in Frankreich und Deutschland, erfolgreich.
Wiederholt arbeitete Hader auch an der Seite von Regisseur David Schalko, mit dem er 2010 das gemeinsame Projekt Aufschneider realisierte. In dem von Superfilm für ORF und arte produzierten TV-Zweiteiler verkörperte Hader den liebenswerten, zynisch-misanthropischen Pathologen Dr. Hermann Fuhrmann. Zudem verfasste Hader zusammen mit Schalko das Drehbuch. Des Weiteren fungierte er als Schauspieler in Schalkos Filmen Heaven (2006) und Wie man leben soll (2011).
Als Komm, süßer Tod als meistbesuchter österreichischer Kinofilm des Jahres 2000 bzw. Der Knochenmann 2010 für das beste Drehbuch eines Kinofilms mit dem Fernsehpreis Romy ausgezeichnet wurde, weigerte sich Hader, den Preis entgegenzunehmen, mit der Bemerkung, er nehme grundsätzlich keine Beliebtheitspreise an.
Für seine schauspielerische Leistung in dem Film Ein halbes Leben von Nikolaus Leytner wurde Hader 2009 mit dem Deutschen Fernsehpreis als Bester Schauspieler und 2010 zusammen mit Nikolaus Leytner und Franziska Walser mit dem Adolf-Grimme-Preis ausgezeichnet. Ebenso erhielt er 2010 eine Nominierung für die Goldene Kamera in der Kategorie Bester deutscher Schauspieler.
2017 erschien der Film Wilde Maus, mit dem Hader sein Debüt als Filmregisseur gab. Die Premiere erfolgte im Rahmen der Internationalen Filmfestspiele Berlin, wo der Film in den Wettbewerb um den Goldenen Bären eingeladen wurde.
Für seine Rolle als Stefan Zweig im Film Vor der Morgenröte (2016) wurde er für den Europäischen Filmpreis 2017 und den Österreichischen Filmpreis 2017 als bester Darsteller nominiert. 2020 erhielt er den Österreichischen Filmpreis in der Kategorie Beste männliche Nebenrolle für seine Rolle in Nevrland . 2025 wurde Hader für die Darstellung des Lehrers Franz in dem Film Andrea lässt sich scheiden mit dem Ernst-Lubitsch-Preis für die beste komödiantische Leistung geehrt.
Seit 1988 stand er bislang in über 40 Film- und Fernsehproduktionen vor der Kamera.

### Privates
Hader, der sein Privatleben allgemein konsequent von der Öffentlichkeit abschirmt, ist Lebensgefährte der Schauspielerin Pia Hierzegger, mit der er in Der Knochenmann, Aufschneider, der ORF-Stadtkomödie Die Notlüge und für Wilde Maus gemeinsam vor der Kamera stand. Er hat zwei Söhne und lebt in Wien.

## Kabarett-Programme
Soloprogramme
- 1982: Fort Geschritten
- 1985: Der Witzableiter und das Feuer
- 1986: Im milden Westen
- 1987: Tausche Witze gegen Geld
- 1988: Biagn oder Brechen
- 1990: Bunter Abend
- 1993: Im Keller
- 1994: Privat
- 1997: Hader spielt Hader – Nummern aus 5 Programmen
- 2004: Hader muss weg
- 2011: Hader spielt Hader – Nummern aus 5 Programmen (neu konzipiert)
- 2021: Hader on Ice

In Zusammenarbeit mit anderen Kabarettisten
- 1989: Freizeitmesse (mit Alfred Dorfer)
- 1990: Die Zwei (mit Thomas Maurer)
- 1995: Jam-Session (mit Leo Lukas und Thomas Maurer)

## Theaterstücke
- 1991: Indien (mit Alfred Dorfer) – Autor und Darsteller; Bühnenregie: Petra Dobetsberger
- 2006: Husten – Autor

## Filmografie

### Schauspieler
Kinofilme, wenn nicht anders angegeben
- 1988: Sternberg – Shooting Star – Regie: Niki List
- 1988: D. O. R. F. (Fernsehsendung) – Regie: Peter Sämann
- 1990: Hader für’s Heim (Fernsehsendung) – Regie: Gottfried Schwarz, Andreas Kornprobst
- 1992: Duett (Fernsehfilm) – Regie: Xaver Schwarzenberger
- 1992: Cappuccino Melange (Hauptdarsteller; Fernsehfilm) – Regie: Paul Harather
- 1993: Indien (Hauptdarsteller) – Regie: Paul Harather
- 1999: Geboren in Absurdistan – Regie: Houchang Allahyari
- 2000: Der Überfall (Hauptdarsteller) – Regie: Florian Flicker
- 2000: Komm, süßer Tod (Hauptdarsteller) – Regie: Wolfgang Murnberger
- 2000: Gelbe Kirschen (Hauptdarsteller) – Regie: Leopold Lummerstorfer
- 2002: Blue Moon (Hauptdarsteller) – Regie: Andrea Maria Dusl
- 2002: Weihnachten (Fernsehfilm) – Regie: Marc-Andreas Bochert
- 2004: Silentium (Hauptdarsteller) – Regie: Wolfgang Murnberger
- 2004: Basta – Rotwein oder Totsein (C(r)ook) – Regie: Pepe Danquart
- 2005: Wie die Bibel heilig wurde – Josef Hader im heiligen Land (Fernsehdokumentarfilm, ORF/3sat) – Regie: Renata Schmidtkunz
- 2006: Heaven (Hauptdarsteller, Fernsehserie) 8 × 45 – Regie: David Schalko
- 2007: Jagdhunde (Hauptdarsteller) – Regie: Ann-Kristin Reyels
- 2008: Randgestalten (Kurzfilm) – Regie: Karl Leopold Furtlehner, Gerhard Haubenberger, Gerhard Lindenhofer
- 2008: Ein halbes Leben (Hauptdarsteller, Fernsehfilm) – Regie: Nikolaus Leytner
- 2009: Screen Test (Animationsfilm) – Regie: Steffen Schäffler
- 2009: Der Knochenmann (Hauptdarsteller) – Regie: Wolfgang Murnberger
- 2009: Die Perlmutterfarbe – Regie: Marcus H. Rosenmüller
- 2010: Durch die Nacht mit … Josef Hader und Daniel Kehlmann (Fernsehdokumentarfilm, ZDF/arte)
- 2010: Aufschneider (Hauptdarsteller, TV-Zweiteiler) – Regie: David Schalko
- 2010: Die verrückte Welt der Ute Bock – Regie: Houchang Allahyari
- 2011: Wie man leben soll – Regie: David Schalko
- 2011: Der Papst ist kein Jeansboy – Regie: Sobo Swobodnik
- 2012: Diamantenfieber oder Kauf dir einen bunten Luftballon – Regie: Peter Kern
- 2014: Kafkas Der Bau – Regie: Jochen Alexander Freydank
- 2015: Das ewige Leben (Hauptdarsteller) – Regie: Wolfgang Murnberger
- 2015: Ich und Kaminski – Regie: Wolfgang Becker
- 2015: Landkrimi – Der Tote am Teich (Hauptdarsteller) – Regie: Nikolaus Leytner
- 2016: Vor der Morgenröte (Hauptdarsteller) – Regie: Maria Schrader
- 2017: Die Migrantigen – Regie: Arman T. Riahi
- 2017: Wilde Maus (Hauptdarsteller) – Regie: er selbst
- 2017: Stadtkomödie – Die Notlüge (Hauptdarsteller) – Regie: Marie Kreutzer
- 2017: Arthur & Claire (Hauptdarsteller) – Regie: Miguel Alexandre
- 2018: Landkrimi – Der Tote im See (Hauptdarsteller) – Regie: Nikolaus Leytner
- 2018: Gorilla Thrilla (Stimme, Kurzfilm) – Regie: Sabrina Kainz, Jens Cherukad, Doris Blätterbinder
- 2019: Nevrland – Regie: Gregor Schmidinger
- 2019: Waren einmal Revoluzzer – Regie: Johanna Moder
- 2021: Die Geschichte meiner Frau – Regie: Ildikó Enyedi
- 2021: Halbmännerwelt – Regie: Karl Leopold Furtlehner
- 2022: Tatort: Spur des Blutes (Fernsehreihe) – Regie: Tini Tüllmann
- 2023: Dave (TV-Sendung) – Regie: Jan Frankl
- 2024: Andrea lässt sich scheiden – Regie: er selbst
- 2025: Altweibersommer – Regie: Pia Hierzegger
- 2025: Sturm kommt auf (Fernsehfilm) – Regie: Matti Geschonneck

### Drehbuchautor
- 1993: Indien (mit Paul Harather und Alfred Dorfer)
- 2000: Komm, süßer Tod (mit Wolfgang Murnberger und Wolf Haas)
- 2004: Silentium (mit Wolfgang Murnberger und Wolf Haas)
- 2009: Der Knochenmann (mit Wolfgang Murnberger und Wolf Haas)
- 2010: Aufschneider (mit David Schalko)
- 2015: Das ewige Leben  (mit Wolfgang Murnberger und Wolf Haas)
- 2017: Arthur & Claire (mit Miguel Alexandre)
- 2024: Andrea lässt sich scheiden (mit Florian Kloibhofer)

### Regisseur und Drehbuchautor
- 2017: Wilde Maus
- 2024: Andrea lässt sich scheiden

## Sonstiges
- 1987 veröffentlichte Hader gemeinsam mit Gerhard Haderer das Buch Sehr verehrte Österreicher. Orac, Wien ISBN 3-7015-0108-4.[35]
- 1990 war Hader in der ORF-Satirereihe D. O. R. F. zu sehen.[36]
- Von 1995 bis 1997 war Josef Hader Ehrenvorsitzender der Menschenrechtsorganisation SOS Mitmensch, deren Aktivitäten er auch heute noch gelegentlich unterstützt.[37]
- Seit Beginn der ZDF-Sendung Neues aus der Anstalt (2007) ist Hader regelmäßiger Gast.
- Als das Theater am Alsergrund 2009 wegen Geldmangels kurz vor der Schließung stand, erhielt es von Hader finanzielle Unterstützung, damit der Betrieb aufrechterhalten werden konnte.[38]

## Auszeichnungen und Nominierungen
- 1985: Salzburger Stier

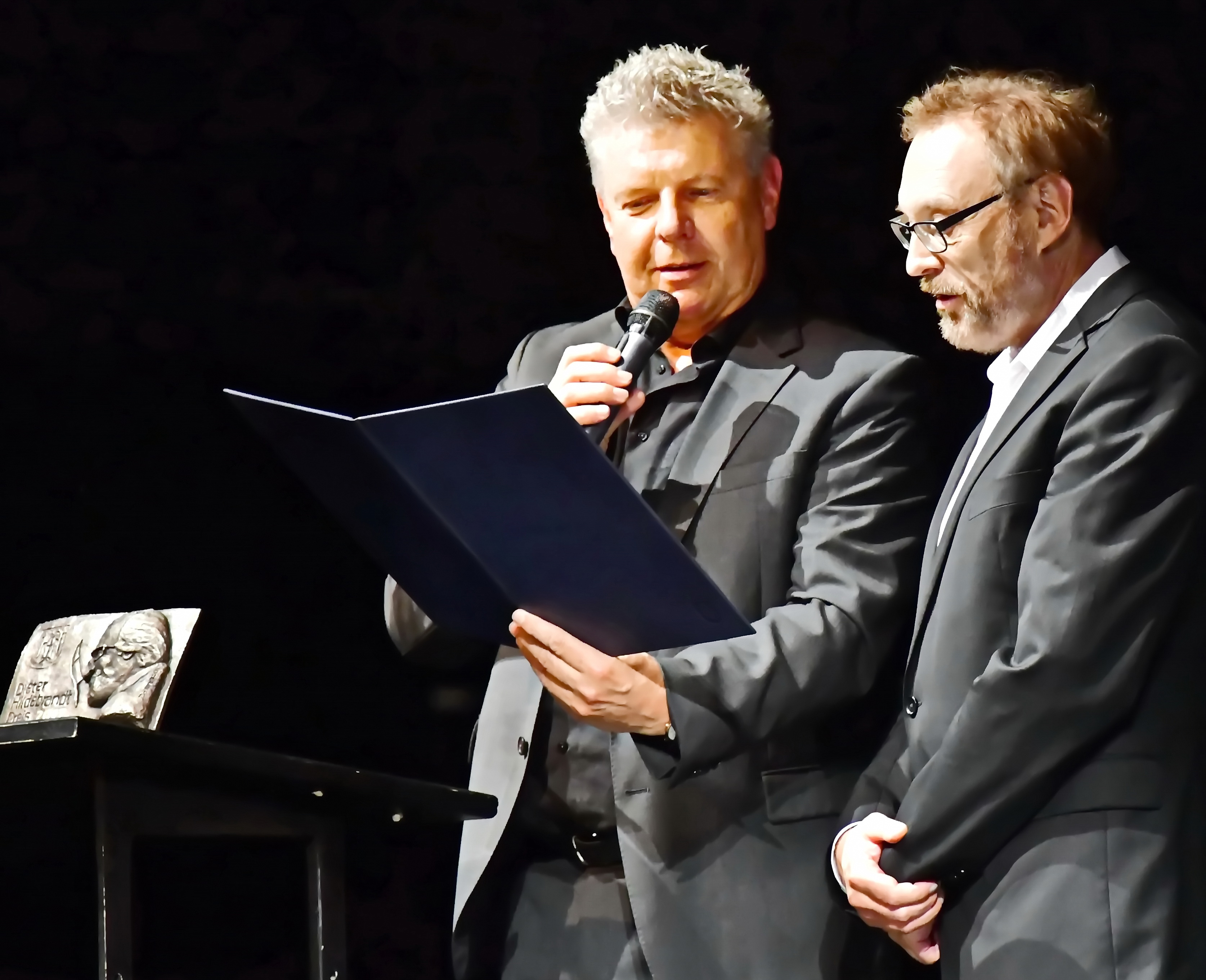
Dieter-Hildebrandt-Preis 2017 an Josef Hader durch Münchens Oberbürgermeister Dieter Reiter (links)

- 1986: Österreichischer Kleinkunstpreis Förderpreis
- 1990: Deutscher Kleinkunstpreis in der Kategorie Kleinkunst
- 1992: Österreichischer Kleinkunstpreis Hauptpreis gemeinsam mit Alfred Dorfer für Indien
- 1993: Thomas-Pluch-Drehbuchpreis des Drehbuchforums Wien gemeinsam mit Alfred Dorfer für Indien
- 1993: Sonderpreis Darstellung beim Fernsehfilmpreis der Deutschen Akademie der Darstellenden Künste für Cappuccino Melange
- 1993: Deutscher Kabarettpreis Hauptpreis
- 1993: Förderpreis zur Kainz-Medaille der Stadt Wien für das Programm Im Keller
- 1994: Platin für die CD Privat[39]
- 1994: Platin für die VHS-Kassette Privat[40]
- 1999: Nestroy-Ring
- 2000: Internationales Filmfestival von Locarno Bronzener Leopard für „Der Überfall“ gemeinsam mit den beiden anderen Hauptdarstellern Roland Düringer und Joachim Bissmeier
- 2000: Goldene Romy für Komm, süßer Tod gemeinsam mit Wolfgang Murnberger und Wolf Haas (von Hader nicht entgegengenommen)
- 2003: Nominierung für die Goldene Romy als beliebtester Schauspieler[41]
- 2007: Nominierung für die Goldene Romy als beliebtester Schauspieler[42]
- 2009: Großer Diagonale-Schauspielpreis für seine Leistungen im österreichischen Film
- 2009: Deutscher Fernsehpreis als bester Schauspieler für Ein halbes Leben
- 2010: Nominierung für die Goldene Kamera in der Kategorie Bester deutscher Schauspieler in Ein halbes Leben
- 2010: Adolf-Grimme-Preis (zusammen mit Nikolaus Leytner, Franziska Walser und Matthias Habich) für seine Darstellung in Ein halbes Leben
- 2010: Goldene Romy Bestes Drehbuch – Kinofilm für Der Knochenmann gemeinsam mit Wolfgang Murnberger und Wolf Haas (von Hader nicht entgegengenommen)
- 2010: Das große Kleinkunstfestival Berlin-Preis
- 2010: Darstellerpreis des XVI. International TV Festival 2011 Bar für Aufschneider
- 2011: Nominierung für die Goldene Romy als beliebtester Schauspieler[43]
- 2011: Bayerischer Kabarettpreis Hauptpreis
- 2011: Göttinger Elch
- 2016: Preis der deutschen Filmkritik in der Kategorie Bester Darsteller für Vor der Morgenröte[44]
- 2017:  Nominierung für den Europäischen Filmpreis in der Kategorie Bester Darsteller für Vor der Morgenröte
- 2017:  Nominierung für den Österreichischen Filmpreis in der Kategorie Bester männlicher Darsteller für Vor der Morgenröte[45]
- 2017: Dieter-Hildebrandt-Preis
- 2018:  Nominierung für den Österreichischen Filmpreis in der Kategorie Bester männlicher Darsteller für Wilde Maus[46]
- 2019: Ödön-von-Horváth-Preis[47]
- 2019: Niederösterreichischer Kulturpreis – Würdigungspreis in der Kategorie Darstellende Kunst[48]
- 2020: Österreichischer Filmpreis in der Kategorie Beste männliche Nebenrolle für Nevrland
- 2022: Deutscher Kleinkunstpreis in der Kategorie Kabarett[49]
- 2022: Österreichischer Kabarettpreis für Hader On Ice[50]
- 2023: Cornichon-Preis der Oltner Kabarett-Tage[51]
- 2025: Ernst-Lubitsch-Preis für die beste komödiantische Leistung im Film Andrea lässt sich scheiden[52]